# رويال ن. بيكر
رويال ن. بيكر (بالإنجليزية: Royal N. Baker)‏ هو عسكري أمريكي، ولد في 27 نوفمبر 1918 في كورسيكانا في الولايات المتحدة، وتوفي في 1 مايو 1976 في جورجتاون في الولايات المتحدة.